# You’re Still the One
«You’re Still the One» — песня канадской певицы Шанайи Твейн, третий сингл с её третьего студийного альбома Come On Over (1997). Сингл достиг первого места в кантри-чарте Канады и пятого в Великобритании.
Песня «You’re Still the One» была номинирована на 4 премии Grammy Awards в 1999 году, выиграв две из них: Лучшая кантри-песня и Лучшее женское вокальное кантри-исполнение. В двух категориях (Record of the Year и Song of the Year) уступила канадской же певице Селин Дион и её песне «My Heart Will Go On».

## История
Песня вышла 27 января 1998 года. Сингл был коммерчески успешным, получил золотой статус Американской ассоциации звукозаписывающих компаний (RIAA); он достиг 1 места в Канадском кантри-чарте, 5 места в хит-параде Великобритании, 6 места в американском в Billboard Hot Country Songs (США).
Песня получила положительные отзывы музыкальной критики и интернет-изданий и получила несколько наград и номинаций, в том числе за видеоклип (выиграло Billboard Music Video Awards, VH1 Viewer’s Choice Awards, и номинация на MTV Video Music Award).
Песня стала лауреатом премии APRA Awards, а также включена в список VH1's 100 Greatest Songs of the '90s (под № 46).
«You’re Still the One» также является самым успешным синглом Твейн в Billboard Hot 100. Он дебютировал на 51-м месте 14 февраля 1998 года и провел в чарте 42 недели и 2 мая 1998 года достиг высшей позиции на втором месте, где оставался в течение девяти недель подряд, что сделало его одним из самых продолжительных нахождений под номером 2 среди всех песен в истории Billboard Hot 100. Песни «Too Close» группы Next и «The Boy Is Mine» дуэта певиц Бренди и Моники занимали первое место, в то время как «You’re Still the One» остановился на втором месте из-за истощения запасов физических синглов.

## Список треков
- CD-Maxi

1. «You’re Still The One» (Single Version) (3:19)
2. «(If You’re Not in it For Love) I’m Outta Here!» (Mutt Lange Mix) (4:21)
3. «You Win My Love» (Mutt Lange Mix) (3:54)
4. «You’re Still The One» (LP Version) (3:34)

- U.S. CD Single

1. «You’re Still The One» (Radio Edit/Intro) (3:34)
2. «Don’t Be Stupid (You Know I Love You)» (Remix) (3:37)

- Europe CD Single

1. «You’re Still The One» (Single Version) (3:19)
2. «You’re Still The One» (Soul Solution Dance Mix) (4:03)

- Canada CD-Maxi

1. «You’re Still The One» (Radio Edit w/Intro) (3:36)
2. «You’re Still The One» (Album Version) (3:32)
3. «Don’t Be Stupid (You Know I Love You)» (Dance Mix) (4:45)

- Dance Mixes CD-Maxi

1. «You’re Still The One» (Soul Solution Radio Mix) (4:03)
2. «You’re Still The One» (Soul Solution Extended Club Mix) (8:42)
3. «You’re Still The One» (Kano Dub) (7:46)
4. «You’re Still The One» (Soul Solution Percapella Dance Mix) (3:34)
5. «You’re Still The One» (Radio Edit w/Intro) (3:34)

## Чарты и сертификации
| Чарт (1998—2001)                         | Высшая позиция |
| ---------------------------------------- | -------------- |
| Австралия (ARIA)                         | 1              |
| Бельгия/Фландрия (Ultratop 50)           | 16             |
| Канада (Canadian Singles Chart)          | 2              |
| Канада (RPM Top Singles)                 | 7              |
| Канада (RPM Adult Contemporary)          | 1              |
| Канада (RPM Country Tracks)              | 1              |
| Европа (European Hot 100 Singles)        | 25             |
| Франция (SNEP)                           | 51             |
| Германия (GfK)                           | 68             |
| Ирландия (IRMA)                          | 3              |
| Нидерланды (Dutch Top 40)                | 10             |
| Нидерланды (Single Top 100)              | 10             |
| Новая Зеландия (Recorded Music NZ)       | 9              |
| Шотландия (OCC Scotland)                 | 14             |
| Испания (Radio Top 40)                   | 24             |
| Швейцария (Schweizer Hitparade)          | 26             |
| Великобритания (OCC UK Singles)          | 10             |
| США (Billboard Hot 100)                  | 2              |
| США (Billboard Adult Contemporary)       | 1              |
| США (Billboard Adult Pop Airplay)        | 6              |
| США (Billboard Hot Country Songs)        | 1              |
| США, Hot Dance Singles Sales (Billboard) | 3              |
| США (Billboard Hot Latin Songs)          | 37             |
| США (Billboard Pop Airplay)              | 3              |
| США (Billboard Rhythmic)                 | 20             |
| США (Billboard Tropical Airplay)         | 15             |

### Итоговые годовые чарты
| Чарты (1998)                           | Позиция |
| -------------------------------------- | ------- |
| Australia (ARIA)                       | 8       |
| Belgium (Ultratop 50 Flanders)         | 79      |
| Canada Adult Contemporary (RPM)        | 10      |
| Canada Country Tracks (RPM)            | 9       |
| Netherlands (Dutch Top 40)             | 12      |
| Netherlands (Single Top 100)           | 30      |
| UK Singles (Official Charts Company)   | 111     |
| US Billboard Hot 100                   | 3       |
| US Adult Contemporary (Billboard)      | 2       |
| US Adult Top 40 (Billboard)            | 19      |
| US Hot Country Songs (Billboard)       | 24      |
| US Hot Dance Singles Sales (Billboard) | 3       |
| Чарт (1999)                            | Позиция |
| US Adult Contemporary (Billboard)      | 13      |

### Сертификации
| Регион | Сертификация  | Продажи    |
| --- | ------------- | ---------- |
| Австралия (ARIA) | Платиновый    | 70 000^    |
| Великобритания (BPI) | Платиновый    | 839,000    |
| США (RIAA) | 2× Платиновый | 2 000 000^ |
| ^ Данные о тиражах приведены только на основе сертификации. · Данные о продажах + прослушиваниях приведены только на основе сертификации. |               |            |